# Venice (Illinois)
Venice es una ciudad ubicada en el condado de Madison en el estado estadounidense de Illinois. En el Censo de 2010 tenía una población de 1890 habitantes y una densidad poblacional de 401,17 personas por km².

## Geografía
Venice se encuentra ubicada en las coordenadas 38°40′19″N 90°10′10″O / 38.67194, -90.16944. Según la Oficina del Censo de los Estados Unidos, Venice tiene una superficie total de 4.71 km², de la cual 4.71 km² corresponden a tierra firme y (0%) 0 km² es agua.

## Demografía
Según el censo de 2010, había 1890 personas residiendo en Venice. La densidad de población era de 401,17 hab./km². De los 1890 habitantes, Venice estaba compuesto por el 3.33% blancos, el 94.07% eran afroamericanos, el 0.16% eran amerindios, el 0.16% eran asiáticos, el 0% eran isleños del Pacífico, el 0.21% eran de otras razas y el 2.06% pertenecían a dos o más razas. Del total de la población el 1.69% eran hispanos o latinos de cualquier raza.